# Kader Mangane
Abdou Kader Mangane (Thiès, Senegal, 23 de marzo de 1983) es un exfutbolista senegalés. Jugaba de Defensor y su último club fue el GFCO Ajaccio. Actualmente es entrenador de Racing de Estrasburgo.

## Selección nacional
- Ha sido internacional con la Selección de Senegal en 24 ocasiones anotando 1 gol.

## Clubes
| Club                         | País           | Año       |
| ---------------------------- | -------------- | --------- |
| US Rail                      | Senegal        | 2000-2001 |
| Neuchâtel Xamax              | Suiza          | 2001-2007 |
| BSC Young Boys               | Suiza          | 2007      |
| RC Lens                      | Francia        | 2007-2008 |
| Stade Rennes                 | Francia        | 2008-2012 |
| Al-Hilal                     | Arabia Saudita | 2012-2015 |
| Sunderland AFC (cedido)      | Inglaterra     | 2013      |
| Kayseri Erciyesspor (cedido) | Turquía        | 2013-2015 |
| Gazélec Ajaccio              | Francia        | 2015-2016 |
| RC Estrasburgo               | Francia        | 2016-2018 |